# Marcos José Guill Crespo
Marcos José Guill Crespo (28 de abril de 1984, Elda, Comunidad Valenciana, España) es un futbolista español que juega de centrocampista. Se formó en las bases del Kelme Cf y después le fichó el Villarreal para incorporarlo a su filial durante tres temporadas. Estuvo un año jugando en el equipo de su tierra, el CD Eldense, para más tarde, en el mercado de diciembre, marcharse al Orihuela Club de Fútbol.
-Cabe destacar que debutó con el CD.Eldense a los 15 años de edad (Tercera División)en un partido contra el Foios.
-Disputó el torneo internacional del COTIF con la Selección Valenciana.
En 2004 ficha por el Fútbol Club Cartagena de Segunda División B, donde juega durante tres temporadas. En 2007 ficha por La Roda, en 2008 pasa a jugar en el Eldense y en el mercado de invierno recala en el Alfaro 2ª División "B".
Recaló en el CEL'Hospitalet (líder de la tercera división grupo V), gracias a su juego vistoso se convirtió en uno de los favoritos de la afición. Se han proclamado campeones de liga, y han conseguido el ASCENSO a 2ª División "B" después de la eliminatoria contra el Almería "B".
-Campeón de liga 2009/2010 Grupo V.
Actualmente milita en el C.D. Eldense.

## Clubes
- Villarreal Club de Fútbol
- Eldense (? - 2003)
- Orihuela (2003 - 2004)
- Cartagena (2004 - 2007)
- La Roda (2007 - 2008)
- Eldense (2008)
- Alfaro (2009 - 2010 )
- Club Deportivo Eldense (2010 - )

- Datos: Q5996602